# Пеллью, Эдвард, 4-й виконт Эксмут
Эдвард Флитвуд Джон Пеллью, 4-й виконт Эксмут (англ. Edward Fleetwood John Pellew, 4th Viscount Exmouth; 24 июня 1861 — 31 октября 1899) — британский пэр. Правнук адмирала Эдварда Пеллью, 1-го виконта Эксмута.

## Биография
Эдвард Пеллью родился 24 июня 1861 года в графстве Девон, Англия . Единственный сын достопочтенного Флитвуда Джона Пеллью (1830—1866), четвертого сына Поунолла Пеллью, 2-го виконта Эксмута. Его матерью была Эмили Сара Фергюсон (? — 1913), дочь Томаса Фергюсона и Эммы Беньон.
Эдвард Пеллью начал свою карьеру в качестве лейтенанта в 1-м Девонском ополчении (позднее 4-м батальоне Девонширского полка). Затем он перешел в 1-й Королевский Девонский йоменский полк в марте 1883 года, но ушел в отставку в августе 1884 года . Позже он был повторно призван в 5-й (Хэй-Тор) добровольческий батальон Девонширского полка, повышен до лейтенанта в феврале 1897 года, и до капитана в июне 1898 года. Он также был заместителем лейтенанта, мировым судьей Девона и доктором права.
11 февраля 1876 года после смерти своего бездетного дяди, Эдварда Пеллью, 3-го виконта Эксмута (1811—1876), Эдвард Пеллью унаследовал титулы 4-го виконта Эксмута в графстве Девон, 4-го барона Эксмута из Кэнонтейна в графстве Девон и 4-го баронета Пеллью из Эксмута в графстве Девон, став членом Палаты лордов Великобритании.
Когда 1-му виконту Эксмуту был пожалован титул, ему также была назначена постоянная ежегодная пенсия в размере 2000 фунтов стерлингов . Эти пенсии не были одобрены общественностью, и в конце 1893 года парламент преобразовал пенсию в единовременную выплату в размере 53 890 фунтов стерлингов . Эта пенсия была хорошо инвестирована, и к моменту смерти Эдварда Пеллью, 5-го виконта Эксмута, сумма выросла до 325 000 фунтов стерлингов.

## Личная жизнь
3 июня 1884 года в приходе Арборфилд, Беркшир, виконт Эксмут женился на Эдит Харгривз (1860 — 26 августа 1914), дочери капитана Томаса Харгривза и Сары Вашингтон Джексон. У супругов было двое детей:
- Достопочтенная Джорджина Сесили Пеллью (18 декабря 1885 — 17 мая 1930), которая умерла незамужней
- Эдвард Эддингтон Харгривз Пеллью, 5-й виконт Эксмут (12 ноября 1890 — 16 августа 1922)[7], преемник отца.

Эдвард Пелью умер в Лондоне 31 октября 1899 года. Его титул унаследовал его восьмилетний сын Эдвард Пеллью.